# Alexandre Men
Alexandre Vladimirovitch Men, né le 22 janvier 1935 à Moscou et mort assassiné le 9 septembre 1990 à Serguiev Possad (Russie), est un prêtre orthodoxe et théologien russe, prédicateur, auteur de livres sur la théologie et l'histoire du christianisme et des autres religions. Son meurtre reste à ce jour (2019) impuni,.

## Biographie
Alexandre Men est né en 1935 d'un père ingénieur, juif non croyant. Sa mère, juive également, se convertit au christianisme et est baptisée dans l'Église orthodoxe en même temps que son fils, quelques mois après la naissance de celui-ci. Après avoir terminé ses études secondaires à Moscou en 1953, il entre à l'Institut de la fourrure, qui de Moscou est transféré à Irkoutsk. Renvoyé de l'institut en fin de dernière année parce qu'il est croyant, il est ordonné diacre puis prêtre dans la tradition orthodoxe.
Bien avant d’accéder à la renommée nationale, Alexandre Men apparaît dans Aimer, un film réalisé par Mikhaïl Kalik et Inna Toumanian en 1968.
Alexandre Men est le premier prêtre autorisé à enseigner la religion dans un lycée de l'Union soviétique. Il compose dans la clandestinité des manuels de catéchèse pour un monde déchristianisé. 
Le 9 septembre 1990, il est tué à coups de hache par des inconnus alors qu'il se rend à son église,.

## Œuvre
Alexandre Men commence dans les années 1960 à rédiger une histoire des religions en plusieurs volumes. Puis il dirige la réalisation d'une encyclopédie biblique et écrit divers livres de vulgarisation sur l’Écriture sainte, ainsi que des textes sur l’Église et la liturgie orthodoxes. Enfin il compose une biographie de Jésus, Jésus, le Maître de Nazareth, qui ramène à la foi chrétienne des milliers de Soviétiques. Avec plus de quatre millions d'exemplaires vendus en Union soviétique jusqu'en 1999, ce livre fut le premier ouvrage d'évangélisation à grand tirage.
Sous le régime communiste, Alexandre Men établit des relations d’amitié profonde avec des communautés à caractère œcuménique et spirituel venues d'Europe occidentale : la communauté des Béatitudes, la communauté de Taizé, le mouvement des Focolari, Communion et Libération, la communauté de l'Emmanuel, les Petites Sœurs de Jésus, inspirées par Charles de Foucauld (il rencontre Magdeleine de Jésus et assiste à ses funérailles en novembre 1989 à Rome pour son premier voyage à l'étranger), Jean Vanier et Jeunesse-Lumière du père Daniel-Ange.
Il tente également de réconcilier la foi chrétienne et les sciences naturelles.
À l'aube de la perestroïka, il est le premier prêtre orthodoxe à franchir le seuil d'un lycée d'État pour y donner des cours de religion. En dialogue avec le monde laïc et athée, il est invité de plus en plus souvent par l'Union des cinéastes, des artistes, des écrivains, etc., à participer à des conférences et des débats ou simplement à « parler de Dieu ». Au cours des dernières années de sa vie, il intervient plusieurs fois par semaine dans des cinémas, des écoles, des universités, à Moscou et dans tout le pays, et même à la télévision d'État.
De 1970 à sa mort, il dessert la paroisse de Novaya Dérévnia, près de Serguiev Possad, dans l'oblast de Moscou. Son travail pastoral, qualifié par le patriarche Cyrille de Moscou de « véritable exploit spirituel, plein de courage », le mène à un apostolat grandissant qui inquiète le KGB, ce qui l'oblige à travailler dans une semi-clandestinité. Pour rendre accessible le message chrétien, Alexandre Men brave les autorités. Se sentant menacé, il continue pourtant jusqu'au bout. 
Il est aujourd'hui reconnu comme une grande figure de l'Église orthodoxe russe,.

## Traduction
Extrait d'édition poche ː « Manuel pratique de prière » ː
Sur sa parole

« La foi, c'est-à-dire le lien vivant avec Dieu, n'est pas quelque chose d'invariable, que nous découvrons tout prêt à servir. Comme tout type de relation, elle possède sa propre dynamique, elle peut faiblir ou, au contraire croître et se renforcer. L'éclosion de la foi en l'homme est liée à sa volonté, à son intelligence, à sa sensibilité. Son développement est inséparable de trois principales voies d'approche de Dieu ː les efforts dans l'ordre moral tourné vers le bien, la lutte contre les ennemis intérieurs de l'homme (ascèse), enfin la prière.

« Lançons-nous dans l'œuvre de la prière, dit saint Marc l'Ermite, et au fur et à mesure de nos progrès  nous découvrirons que peuvent être donnés au croyant grâce à la prière non seulement l'espérance en Dieu, mais également une foi solide et un amour sans hypocrisie, une absance de rancune, un amour pour le frère, la sobriété, la patience, une intériorisation en profondeur, un affranchissement des tentations, les dons de la grâce, une confession au plus profond du cœur et des larmes ardente ». »

— Manuel pratique de prière, Les éditions du Cerf, 2024, p. 19.

### Publications
: document utilisé comme source pour la rédaction de cet article.
- Christ est ressuscité !, éd. Le Livre ouvert, coll. « Paroles de vie », 1992, 61 p. (ISBN 978-2907429214)
- Jésus, le Maître de Nazareth, éd. Nouvelle Cité, coll. « Spiritualité », 2010, 396 p. (ISBN 978-2853136006)
- Dire le Christ en temps de persécution : catéchèses familiales (URSS : 1985-1990), éd. Lessius, coll. « Au singulier », 2016, 208 p. (ISBN 978-2872992973)
- Les Sources de la religion, Desclée, coll. « Divers Doctrine », 1995, 274 p. (ISBN 978-2718905570)
- Manuel pratique de prières, Cerf, coll. « Épiphanie », 1998, 147 p. (ISBN 978-2204060257)
- À la recherche de la voie, de la vérité et de la vie (7 volumes), inédit en France.
- Au fil de l'Apocalypse, Cerf, coll. « Spiritualité », 2003, 213 p. (ISBN 978-2204073462)
- Le christianisme ne fait que commencer, Cerf, coll. « Spiritualité », 2004, 284 p. (ISBN 978-2204076661)
- Manuel pratique de prière, Cerf, 2024, 147 p., Poche (ISBN 978-2204164894).